# Virginia Kravarioti
Virginia Kravarioti (Βιργινία Κραβαριώτη: Atenas, 27 de abril de 1984) é uma velejadora grega.

## Carreira
Virginia Kravarioti representou seu país nos Jogos Olímpicos de 2004 e 2008, na qual conquistou a medalha de bronze na classe yngling em 2008. 